# Ниња
Ниња (Цурица) је била један од три брода морепловца Кристифора Колумба на првом путу у Америку. Оригинално име је био Санта Клара (шп. Santa Clara). Ниња је била брод типа каравела. Брод је био донекле прерађен за бољу навигацију и Колумбу је био најомиљени од сва три. Остали бродови су се звали Санта Марија и Пинта.
Ниња је имала на палуби 24 морнара а капетан је био Висенте Јањез Пинзон. Нињом су дошли до Канарских острва 12. августа 1492. године. Искрцавање су имали на Бахамима. Након што се Санта Марија насукала, Колумбо се укрцао на Нињу 1493. године.
Ниња је учествовала, као адмиралски брод, на другој експедицији у Хиспањолу - на Кубу. Била је и једини брод који је преживео оркан из 1495. године и вратила се у Шпанију 1496. године. Касније је постала плен пирата у Медитеранском мору, код Каљарија и одведена на Кејп Пула, Сардинија. Капетан Алонзо Медел је пиратима успео побећи са неколико морнара, укрцао на Нињу и вратио се бродом у Кадиз. 
Године 1498. је на новој, трећој експедицији Колумба у Америку. Године 1500. била је код Санта Доминга, 1501. године била је на трговачком путу на Обалу бисера након чега јој нестаје сваки траг.
Ниња је под командом Кристифора Колумба прешла више од 40 хиљада километара и као таква била врло успешан брод.